# NGC 7314
NGC 7314 (también conocida como Arp 14 o PGC 69253) es una galaxia espiral situada en la  constelación de Piscis Austrinus .
Walter Scott Houston describe su apariencia en los telescopios pequeños:

No deje que su magnitud fotográfica de 11,6 te asuste, ya que se puede ver en un telescopio de 6 pulgadas como un objeto de curiosidad difusa. Pero es pequeño, apareciendo tan sólo 4' por 2 '.